# 阿米特頭龍屬
阿米特頭龍屬（屬名：Amtocephale）是厚頭龍亚目恐龍的一屬，生存於白堊紀晚期的蒙古國
正模標本（編號MPC-D 100/1203）是一個接近完整的顱頂骨頭，來自於亞成年個體。化石發現於蒙古戈壁沙漠南部的Baynshire組地層，地質年代相當於白堊紀晚期的土侖階到桑托階。在2011年，渡部真人、羅伯特·蘇利文（Robert Sullivan）、Khishigjaw Tsogtbaatar將這個化石敘述、命名。模式種是戈壁阿米特頭龍（A. gobiensis），屬名意為「Amtgai的頭」，是以化石發現地點Amtgai為名；種名則是指戈壁沙漠。
這個標本由前方額骨、後方頂骨所癒合而成，長度為5.32公分，最厚處有1.9公分。整塊顱頂裡，頂骨佔了41%，所佔面積相當大。
阿米特頭龍被歸類於厚頭龍科，根據所處地層的年代，阿米特頭龍可能是已知最古老的厚頭龍科恐龍。